# 梯川
梯川（かけはしがわ）は、石川県小松市を流れる一級河川。上流域では大杉谷川と呼ばれている。

## 語源
古くは大川と呼ばれたが、前田利常が小松城に入城したのち、寛永17年（1640年）に既にあった舟橋をより堅固な橋に架け替えた。この橋は川の増水時に橋板を増し、平水時には橋板を減らし、洪水を予見したときには橋板を外して舟の流出を防ぐ仕組みを取っていたため、「かけ橋」（梯）と名付けられた。のちに川も橋の名前を取り、「梯川」と呼ばれた。

## 地理
小松市と加賀市との境界にある鈴ヶ岳に源を発し北流。赤瀬ダムを経て、小松市大野町で郷谷川を合わせる。ここから梯川となり北上。小松市千代町で鍋谷川を、河口近くで前川を合わせ、小松市安宅町で日本海に注ぐ。小松天満宮付近では分水路となっている。上水道には使用されていない。

## 災害
- 2022年（令和4年）8月4日 - 集中豪雨により小松市内で氾濫。1500棟近くが浸水、農林水産関係や土木関係の被害額は約105億円[3]。

## 主な支流
河口より記載
- 前川[4] - 左岸
- 八丁川 - 右岸
- 鍋谷川[2][4] - 右岸
- 仏大寺川[4][5] - 右岸
- 滓上川（かすかみがわ）[4][6][7] - 右岸
- 郷谷川 - 右岸

## 河川施設
河口より記載
- 軽海用水頭首工 - 軽海用水
- 御茶用水頭首工 - 御茶用水
- 赤瀬ダム（赤瀬町）

## 橋梁
河口より記載
- 住吉橋
- 梯川橋 - 北陸自動車道
- 城南橋 - 石川県道25号金沢美川小松線
- 石田橋
- 天神水道橋
- 小松大橋 - 石川県道101号小松根上線
- 梯大橋
- 梯川橋梁 - IRいしかわ鉄道線[8][9]
- 小松新橋 - 国道305号
- 白江大橋[2] - 石川県道54号寺畠小松線
- 能美大橋
- 梯川高架橋 - 国道8号小松バイパス
- 舟場橋
- 荒木田大橋[2] - 石川県道22号金沢小松線（加賀産業開発道路）
- 鴨浦橋 - 石川県道55号小松辰口線
- 軽海新橋 - 国道360号
- 中海大橋 - 石川県道165号金平寺井線
- 百石谷橋